# Alexandru Maxim
Pour les articles homonymes, voir Alexandru Maxim.
Alexandru Iulian Maxim, né le 8 juillet 1990 à Piatra Neamț, est un footballeur international roumain. Il évolue au poste de milieu offensif avec le Beşiktaş JK, en prêt de Gaziantep FK.

## Biographie

### En club
Le 31 janvier 2013, il rejoint le VfB Stuttgart pour 1,5 million d'euros.
Le 28 janvier 2020, Maxim est prêté jusqu'à la fin de la saison au club turc du Gaziantep FK.
Titulaire pour ses débuts en Süper Lig le 2 février, Maxim réalise un doublé lors d'une écrasante victoire surprise contre le leader Sivasspor (5-1). Il s'intègre rapidement au style de jeu turc, marquant 7 buts en 15 matchs.
Le 11 août 2020, Maxim signe un contrat de deux ans au Gaziantep FK.

### Carrière internationale
Maxim a fait ses débuts pour l'équipe nationale le 30 mai 2012, dans un match amical contre la Suisse, la Roumanie s'impose (1-0).

## Statistiques

### Buts en sélection
| no | Date               | Lieu                                | Adversaire | Score | Résultat | Compétitions                      |
| -- | ------------------ | ----------------------------------- | ---------- | ----- | -------- | --------------------------------- |
| 1  | 11 septembre 2012  | Arena Națională, Bucarest, Roumanie | Andorre    | 4–0   | V 4-0    | Éliminatoires Coupe du monde 2014 |
| 2  | 14 novembre 2012   | Arena Națională, Bucarest, Roumanie | Belgique   | 1–1   | V 2-1    | Match amical                      |
| 3  | 11 octobre 2015    | Tórsvøllur, Tórshavn, Îles Féroé    | Îles Féroé | 0–3   | V 0-3    | Éliminatoires Euro 2016           |
| 4  | 1er septembre 2017 | Arena Națională, Bucarest, Roumanie | Arménie    | 1–0   | V 1-0    | Éliminatoires Coupe du monde 2018 |

## Palmarès
Pandurii Târgu Jiu
- Vice-Champion de Roumanie en 2013.

 VfB Stuttgart
- Finaliste de la Coupe d'Allemagne en 2013.
- Champion d'Allemagne de D2 en 2017.